# Viola elettrica
La viola elettrica è una viola equipaggiata con un impianto di amplificazione elettronico. Il termine si riferisce principalmente a strumenti elettrofoni con elettronica integrata, mentre nel caso di una viola acustica munita di pick-up si parla solitamente di viola amplificata.
La viola elettrica era stata già ideata da Lloyd Loar nel 1924, ma la Gibson non volle commercializzare il progetto e Loar proseguì per contro proprio le sperimentazioni.

## Caratteristiche
Per evitare l'effetto Larsen dovuto alla possibile risonanza della cassa acustica sul suono dell'amplificatore, le viole elettriche propriamente dette hanno solitamente un corpo solid-body, analogamente a molte chitarre elettriche. Lo strumento può essere provvisto di un preamplificatore integrato, oppure può mandare in uscita un segnale raw, diretto all'amplificatore o al mixer, passando o meno per un preamplificatore o un equalizzatore esterno.
Il segnale di un violino elettrico può essere amplificato ed equalizzato bene anche per note più basse del sol3, a differenza di quanto avviene nel caso degli strumenti acustici tradizionali, dove le dimensioni della cassa pongono un forte limite alle possibilità acustiche. Per questo motivo, esistono violini elettrici con una estensione grave supplementare, tipicamente a cinque o più corde, che copre anche il registro di viola. Le viole elettriche vengono comunque utilizzate, anche se hanno una minore diffusione, dai musicisti che preferiscono uno strumento che abbia le dimensioni di una viola.

## Impiego
La viola elettrica trova impiego in correnti pop d'avanguardia, nel jazz o nel rock. Il musicista gallese John Cale, che ha fatto parte dei Velvet Underground, è uno tra i più noti musicisti che suonano la viola elettrica, e ne ha fatto uso nella sua produzione solistica e nei brani con la band, come Venus in Furs e Heroin.
La viola elettrica è stata impiegata anche dai Coil negli ultimi cinque anni della loro produzione artistica, caratterizzati da grande ricerca e sperimentazione di  nuove sonorità.
Strumenti elettrici provvisti di cuffie sono stati commercializzati anche per l'impiego come strumenti da studio silenziosi, per non disturbare, come ad esempio quelli della linea Silent di Yamaha.